# Dominique Moceanu
Dominique Moceanu (Hollywood, California, 30 de septiembre de 1981) es una gimnasta artística estadounidense, campeona olímpica en 1996 en el concurso por equipos.

## Carrera deportiva
En el Mundial celebrado en Sabae (Japón) en 1995 gana la plata en la barra de equilibrio —tras la china Mo Huilan y empatada con la ucraniana Lilia Podkopayeva— y el bronce en el concurso por equipos, tras Rumania (oro) y China (plata).
En los JJ. OO. de Atlanta (Estados Unidos) de 1996 gana el oro en el concurso por equipos —por delante de Rusia (plata) y Rumania (bronce)—, siendo sus compañeras de equipo: Amy Chow, Dominique Dawes, Shannon Miller, Amanda Borden, Jaycie Phelps y Kerri Strug.